# Exército do Estandarte Verde
O Exército do Estandarte Verde (chinês: 綠營兵, pinyin: Lǜyíngbīng; Manchu: niowanggiyan turun i kūwaran) era o nome de uma categoria de unidades militares sob o controle da Dinastia Qing na China. Era composto principalmente por soldados da etnia Han e operava simultaneamente com os exércitos Manchu-Mongol-Han dos Oito Estandartes. Em áreas com alta concentração do povo Hui, os muçulmanos serviram como soldados no Exército do Estandarte Verde.  Depois que Qing consolidou o controle sobre a China, o Exército do Estandarte Verde foi usado principalmente como força policial. 

## História

### Origens
As tropas originais do Estandarte Verde eram os soldados dos comandantes Ming que se renderam aos Qing em 1644 e depois. Suas tropas se alistaram voluntariamente e por longos períodos de serviço; eles geralmente vinham de pessoas socialmente desfavorecidas e permaneciam segregados da sociedade chinesa, em parte devido ao profundo preconceito antimilitar desta última durante o final do período Ming, e em parte porque eram muito mal pagos e irregulares para se casarem e sustentarem uma família.
Os Qing confiaram nos soldados do Estandarte Verde, compreendendo as forças militares Han Ming desertoras que se juntaram aos Qing, para ajudar a governar o norte da China.  Foram as tropas do Estandarte Verde Han que governaram ativamente a China localmente, enquanto soldados Han, Mongóis e Manchus só foram levados a situações de emergência quando houve resistência militar sustentada. 

### Koxinga e a Revolta dos Três Feudatórios
Os Manchus enviaram soldados chineses Han para lutar contra os leais aos Ming em Guangdong, Zhejiang e Fujian.  Os Qing levaram a cabo uma política de despovoamento massivo e desocupações, forçando as pessoas a evacuar a costa, a fim de privar de recursos os partidários Ming de Koxinga, levando ao mito de que isso acontecia porque os Manchus tinham "medo de água". Em partes do sul de Fujian, os vassalos Han do norte lutaram pelos Qing e, ao fazê-lo, refutaram a afirmação de que a evacuação costeira anterior, que afetou especialmente o povo da etnia Tanka, foi ordenada pelos Manchus por medo da água. 
No início da Revolta dos Três Feudatórios (1673-81), quatrocentos mil soldados do Exército do Estandarte Verde foram destacados pelos Manchus/Qing contra os Três Feudatórios, além de 200.000 soldados.  No entanto, durante 1673 e 1674, as forças Qing foram derrotadas pelas forças do rebelde Wu Sangui.  Os Qing tiveram o apoio da maioria dos soldados chineses Han e da elite Han contra os Três Feudatórios e eles se recusaram a se juntar a Wu Sangui na revolta, mas os Oito Estandartes e os oficiais Manchu se saíram mal contra as forças de Wu, então os Qing responderam com um enorme exército de mais de 900.000 chineses han não-estandartes, em vez dos Oito Estandartes, para subjugar os rebeldes.  As forças de Wu Sangui foram esmagadas pelo Exército do Estandarte Verde, composto por soldados Ming desertores. 
Durante a Revolta dos Três Feudatórios, Generais Manchus e soldados foram inicialmente envergonhados pelo melhor desempenho do Exército do Estandarte Verde Chinês Han, que foi notado pelo Imperador Kangxi, levando-o a tarefar os generais Sun Sike, Wang Jinbao e Zhao. Liangdong com os principais Soldados Verdes para reprimir a rebelião.  Os Qing consideravam os chineses Han como combatentes superiores, por isso usaram o Exército do Estandarte Verde, em vez dos soldados, como a força principal na derrota dos rebeldes. 
Contra Wang Fuchen, no noroeste da China, os Qing colocaram Bannermen na retaguarda como reservas. Eles usaram soldados do Exército do Estandarte Verde Chinês Han e generais chineses Han, como Zhang Liangdong, Wang Jinbao e Zhang Yong, como forças militares primárias, e alcançaram a vitória sobre os rebeldes.  Sichuan e o sul de Shaanxi foram retomados em 1680 pelo Exército do Estandarte Verde Chinês Han sob o comando de Wang Jinbao e Zhao Liangdong, com Manchus lidando apenas com logística e provisões.  Quatrocentos mil soldados do Exército do Estandarte Verde e 150.000 soldados serviram no lado Qing durante a guerra.  Duzentas e treze companhias de bandeiras chinesas Han e 527 companhias de bandeiras mongóis e manchus foram mobilizadas pelos Qing durante a revolta. 

### Reforma e declínio
A reforma do sistema militar Qing pelo Imperador Kangxi durante os últimos anos da Guerra dos Três Feudatórios levou a uma divisão fundamental da administração militar e da função entre dois ramos do Exército Qing. Os Oito Estandartes do antigo sistema de Estandartes foram mantidos como uma força de guarda para a dinastia, mas as tropas chinesas e mongóis foram progressivamente transferidas durante o século 18, até que a maioria das tropas da Estandarte eram mais uma vez da etnia Manchus. 
Os Qing dividiram a estrutura de comando do Exército do Estandarte Verde nas províncias entre oficiais de alta patente e oficiais de baixa patente. A melhor e mais forte unidade estava sob o controle dos oficiais de mais alta patente, mas, ao mesmo tempo, essas unidades eram superadas em número por outras unidades, que eram divididas entre vários oficiais de baixa patente, de modo que nenhum deles pudesse iniciar uma revolta em seus próprios contra os Qing porque não controlavam todos os exércitos. 
A partir do século XVIII, o Exército do Estandarte Verde serviu principalmente como gendarmaria ou polícia, empregado para manter a lei e a ordem locais e reprimir distúrbios de pequena escala.  Também contribuiu com a maior parte das forças despachadas em grandes campanhas. O Exército do Estandarte Verde era extremamente fragmentado, com literalmente milhares de postos avançados grandes e pequenos em todo o império, muitos deles com apenas doze homens. Foi dividido em guarnições do tamanho de um batalhão, reportando-se através de generais de brigada regionais aos comandantes-chefes (提督; Tídū) em cada província. Os governadores e governadores-gerais tinham, cada um, um batalhão de tropas do Estandarte Verde sob o seu comando pessoal, mas as suas funções principais residiam nas áreas judicial e fiscal, em vez de lidar com invasões ou rebeliões. Durante tempos de paz, era raro um oficial comandar mais de 5.000 homens.
A rigor, o Exército do Estandarte Verde não era uma força hereditária, embora a dinastia direcionasse os seus esforços de recrutamento principalmente para filhos e outros parentes de soldados em serviço. O alistamento era considerado uma ocupação vitalícia, mas geralmente era muito simples obter dispensa e ser reclassificado como civil. 
Um sistema de rotação foi usado para as tropas do Estandarte Verde nas áreas de fronteira. Em Kashgaria, as tropas do  Estandarte Verde de Shaanxi e Gansu tiveram que cumprir missões de três anos, posteriormente aumentadas para cinco anos, e depois retornaram para casa. 
Já na Rebelião do Lótus Branco de 1794-1804, os exércitos do Estandarte Verde começaram a apresentar um declínio na eficácia militar que os tornou totalmente ineficazes no combate aos rebeldes.  Pelo menos oito fatores contribuíram para este declínio: 
1. O salário dos soldados não aumentou com a inflação, obrigando a maioria a procurar emprego fora para sustentar as suas famílias;
2. A grande dispersão de postos impedia o treinamento centralizado, enquanto o policiamento e as responsabilidades cívicas dos exércitos deixavam pouco tempo para exercícios;
3. As forças de guerra foram criadas retirando um pequeno número de soldados de numerosas unidades existentes em vez de utilizar unidades existentes, quebrando a coesão da unidade e levando a “influência divisiva, má coordenação e ineficiência operativa”;
4. As vagas nas fileiras dos exércitos eram deixadas por preencher para que os oficiais pudessem embolsar as mesadas dos soldados desaparecidos ou preencher posições com protegidos pessoais;
5. Jogo desenfreado e dependência de ópio;
6. A prática de permitir que os soldados contratem substitutos, muitas vezes mendigos, para treinar e lutar em seu lugar;
7. Treino pouco frequente;
8. Disciplina frouxa devido à falta de respeito pelos oficiais ineptos, muitas vezes nomeados devido a favoritismo ou nepotismo. [21]

Ma Zhan'ao, um ex-rebelde muçulmano, desertou para o lado Qing durante a Revolta Dungan (1862-77) e suas forças muçulmanas foram então recrutadas para o Exército do Estandarte Verde dos militares Qing após o fim da guerra. 
A dinastia Qing tentou reformar as suas forças armadas num exército nacional moderno de estilo europeu após a Primeira Guerra Sino-Japonesa (1894-1895) e a Rebelião dos Boxers (1900). O Exército do Estandarte Verde foi completamente reestruturado. Em 1907, a Comissão de Reorganização do Exército recomendou que as piores tropas do Padrão Verde fossem dispensadas, com o restante reorganizado em "Forças de Patrulha e Defesa" provinciais, para servir como gendarmaria em tempos de paz e reserva para as forças regulares durante a guerra. Cerca de 20 a 30 por cento das unidades do Estandarte Verde estavam programadas para serem dissolvidas. Na época da Revolução Xinhai de 1911, a reforma dessas unidades ainda estava em andamento, mas as Forças de Patrulha e Defesa haviam sido estabelecidas em quase todas as províncias. 